# Амфілохій Почаївський
Амфілохій Почаївський (у світі Яків Варнавович Головатюк, 10 грудня 1894, село Мала Іловиця, нині Шумський район — 1 січня 1971, там само) — священник Української Православної церкви, схиігумен Почаївської лаври. Святий, чудотворець, старець, допомагав пораненим воякам УПА. День пам'яті 1 січня та 12 травня за новоюліанським календарем.

## Життєпис

### Дитинство та юність
Преподобний Амфілохій Почаївський народився 10 грудня 1894 року в селі Мала Іловиця (нині Шумського району, Тернопільська область, Україна) у багатодітній селянській сім'ї Варнави Головатюка; при хрещенні був названий Яковом на честь мученика Якова Персянина. Хлопчиком допомагав батькові доглядати хворих, вчився лікарський справі. Мати Ганна була богобоязливою жінкою, любила Божий храм, молитви, до яких прищепила любов своїм дітям.
1912 року змужнілого юнака призвали до царської армії: служив у Луцьку, пізніше разом із полком був направлений до Томська. Брав участь у боях, був фельдшером. Після поранення потрапив у полон до австрійців, де три роки працював у фермера в альпійському місті Трієст. Старанно виконуючи роботу, Яків заслужив довіру свого хазяїна; тужачи за рідним краєм, 1919 року здійснив втечу, повернувся в рідне село.
Дотримуючись стародавніх звичаїв, Яків (мав приємну зовнішність, гарний голос) став подумувати про одруження; бесіда з настоятелем парафіяльного храму направила життєвий шлях вдумливого хлопця в інше русло.

### Життя в чернецтві
1925 р. Яків Головатюк, обравши тісний шлях спасіння в чернецтві, прийшов у Почаївську Лавру. У працьовитості, смиренності виконував покладений на нього послух, майстрував сани, колеса, співав на кліросі.
Пройшовши чернечий іспит, 8 липня 1932 року благословенням митрополита Варшавського і всієї Польщі Діонісія був пострижений у монахи з ім'ям Йосип. Виконуючи різні роботи, послух у Лаврі, отець Йосип лікував хворих, особливо прославився як костоправ.
Через невпинний потік відвідувачів настоятель сказав о. Йосипу: «Добрий ти монах, але через тебе ні вдень, ні вночі спокою братія не має. Перебирайся на цвинтар і там живи і лікуй». Отець Йосип разом із ієромонахом Іринархом оселився у невеликому будинку на монастирському кладовищі, де прожив понад 20 років. В часи польської окупації лікування в польських лікарів коштувало дуже дорого, тому простий народ із хворими та скаліченими поспішав до о. Йосипа, він всіх зцілював, не беручи плати.
Як подяку йому іноді залишали продукти, що у важкі роки рятували лаврську братію від голодної смерті. Лікарі відзначали дивовижну здатність ченця точно вказувати місця переломів без допомоги рентген знімків. Ця ознака засвідчувала про наявність у отця Йосифа дару прозорливості. Отець Йосип згадував, як на початку другої світової війни він, відпочиваючи, лежав на косовиці в пообідню пору і ясно почув німецьку мову, тупіт ніг і брязкіт зброї, коли навколо нікого не було. Ввечері того дня німці вступили в Почаїв. Так вперше Господь відкрив йому майбутнє як теперішнє, і з того часу о. Йосип знав: «Хто до мене ще чи йде, що в нього болить і скільки йому жити».
Згідно зі спогадами учасників національно-визвольних змагань, о. Йосип неодноразово таємно допомагав пораненим воякам УПА (переодягався в мирський одяг, тому зцілені не знали, хто саме їм допоміг). Як стверджують колишні підпільники, о. Йосип в політику не вникав, проте говорив: «Є нація українська, і повинна бути держава українська. Але ми безсилі, ми не маємо зброї». Також багато з українських в'язнів сталінських концтаборів вважають Св. Амфілохія своїм заступником. Тим, кому з учасників українського національного підпілля о. Йосип довіряв, він казав: «Я весь час молюся. І моя молитва сильна. Скільки я буду жити, стільки буду молитися за тих наших дітей, що полягли, і котрі вціліли, і за тих, які страждають на засланні. Я за всіх них молюся». Тому Святий Амфілохій вважається одним із православних душпастирів УПА.
По закінченні війни до о. Йосипа на цвинтар стали навідуватися співробітники ГПУ, вояки УПА. У лісах з'явилося багато банд, злочинних груп. Одного разу за годину до півночі 14 озброєних чоловіків увірвалися в убоге житло о. Йосипа, зажадали вечерю — о. Йосипу ледве вдалось уникнути розстрілу.
Після цього його перевели в Лавру; потік хворих не зменшувався, проти нього виступили лікарі, вимагаючи від намісника Лаври заборонити практикувати недипломованому лікарю. Попри це, отець і далі продовжував допомагати людям, звозили біснуватих з усього Радянського Союзу.

### Протистояння
Наприкінці 50-х років XX ст. відбулися нові гоніння на церкву. Репресії не зламали стійкості ченців, які переносили все мужньо, спокійно, самі бажали, якщо потрібно, навіть померти за Лаврські Святині. Влада не раз погрожувала монахам, обіцяючи втопити у святому колодязі, на що о. Йосип спокійно відповів: «А ми цього і бажаємо!» — тобто прийняти мученицьку смерть.
1962 року влада хотіла відібрати Троїцький собор. До о. Йосипа прибіг послушник, поспіхом розповів, що собор відбирають, міліція забрала ключі від Намісника. Біля дверей собору стояли близько десятка міліціонерів зі своїм начальником. Отець підійшов до нього, несподівано вирвав з рук в'язку ключів; віддаючи їх молодому Наміснику Варфоломію, звернувся до присутніх тут місцевих жителів, які, натхненні закликом, кинулись на міліціонерів, змусили їх відступити. О.Йосип знав, на що йшов, очікував жорстокої відплати.
Через тиждень міліція запровадила отця Йосипа в Буданівську психлікарню (більше як 100 кілометрів від Почаєва), постригли його, забрали хрест, одяг. В палаті було 40 хворих, повністю роздягнених. Йому вводили ліки, від яких усе тіло розпухло. Численні листи людей, клопотання дочки Сталіна Світлани Алілуєвої (раніше зцілив від душевної хвороби) дозволили отцю Йосипу покинути стіни лікарні. Почав жити у свого небожа (племінника) в рідній Іловиці. Дізнавшись, де знаходиться старець, до нього почати приїжджати хворі.
У отця Йосипа було 19 племінників, племінниць. Місцева влада підмовила одного з них, тракториста; вивіз отця за село на болото, вкинув у воду. Його знайшли майже мертвим, відвезли в Лавру, вночі постригли в схиму з ім'ям Амфілохій — на честь святителя Іконійського, пам'ять якого відзначалася Церквою цього дня. Ніхто не думав, що старець доживе до ранку — сила Божа поставила отця на ноги.

### Останні роки
Залишатись у Лаврі було небезпечно, тому рідні забрали отця в Іловицю. Під осінь 1965 року він оселився в племінниці Ганни — дочки покійного брата Пантелеймона, яка жила в селі в новому невеликому будинку. У дворі Ганни отець Йосип влаштував високу голуб'ятню, під нею — маленьку каплицю, перед якою служив молебні, освячував воду. За каплицею поставили довгий обідній стіл для прочан, побудували молитовню. З північної сторони двору побудували довгий корпус, влаштували трапезну, кухню, приймальню для хворих, спальню для послушниць, домашню церкву — довгу залу із двома бічними кімнатами: в одній зберігалися церковні одежі, в іншій — отець Йосип молився, відпочивав. У церкві було багато цінних ікон, різних речей, які залишали люди. З боку саду до церкви була прибудована закрита альтанка — веранда. Для обслуговування людей і виконання робіт по господарству в отця Йосипа жили послушниці. Вони читали в молитовні ранішні та вечірні молитви, по ночах Псалтир, вдень акафісти, готували обіди, працювали в саду… Старшою була Ганна львівська, на кухні трудилася монахиня Манефа.
У себе на подвір'ї отець щодня служив водосвятні молебні, зцілював людей (ночами щільно завішував вікна чорними фіранками: вночі в повній схимі, із запаленим ладаном у руках ходив по своїй довгій келії перед іконами, творив молитву, котру відчували, не терпіли біси в сплячих у молитовні біснуватих людях).
Настав 1970 рік. Наближалося свято Різдва Христового. Відчувши, що це останнє Різдво в його житті, він влаштував велике торжество для всіх рідних, близьких, односельців.
За літо 1970 року, як згадує Марія-пастушка, з батюшкою траплялися дивні приступи. Пізніше стало відомо, що отцю Йосипу в черговий раз дано було отруту.

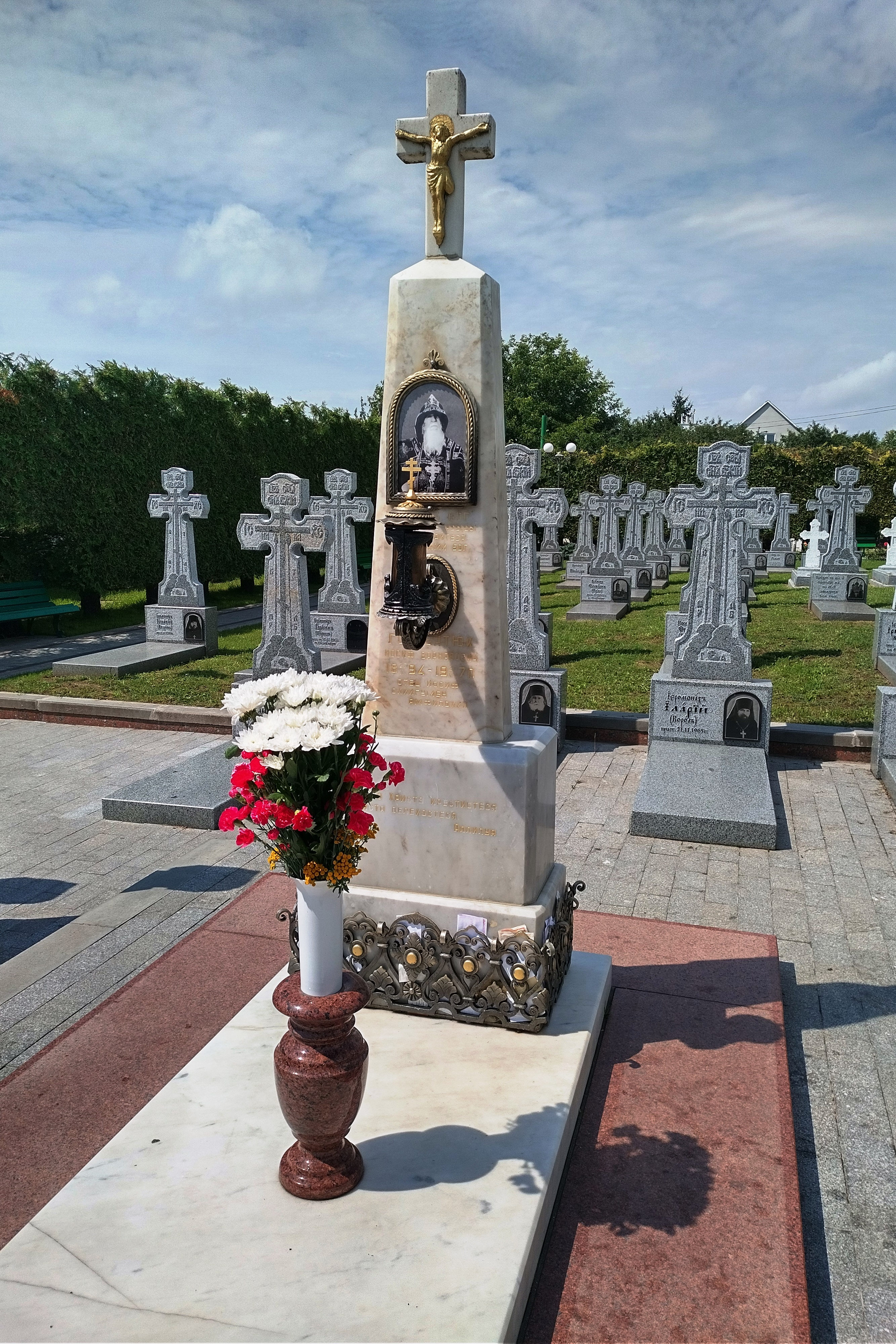
Могила преподобного Амфілохія на монастирському цвинтарі Почаївської Лаври

### Смерть і канонізація
Помер 1 січня 1971 року. Односельці прощалися зі старцем, ієромонах Богдан служив заупокійну литію по новопреставленому. О 9 годині вечора, поставивши труну на вантажне авто, виїхали до Почаєва, однак вона не змогла в'їхати у Святі ворота. Труну з покійним підняли на плечі, зі співом «Святий Боже, Святий Кріпкий, Святий Безсмертний, помилуй нас» внесли у Святі ворота. Пізню літургію в Похвальній церкві служив архімандрит Самуїл. Отця Йосипа поховали 4 січня 1971 року на монастирському цвинтарі.
Щорічно на могилі преподобного відзначають день Ангела, день кончини. Досі на місці поховання схиігумена Амфілохія відбуваються чудеса, зцілення людей. Перед святом Великодня 2002 року були знайдені його нетлінні мощі.
Рішенням Священного Синоду УПЦ МП, 12 травня 2002 року (у Неділю Фоми), схиігумен Амфілохій урочисто канонізований як преподобний Амфілохій Почаївський. Мощі преподобного Амфілохія відкриті для поклоніння в храмі преподобного Іова Почаївського.
3 лютого 2016 року рішенням Архієрейського собору РПЦ було встановлено загальноцерковне почитання преподобного Амфілохія.

## Молитви до святого

### Тропар
гл. 4
Землі Волинської преславного подвижника й обителі Почаївської достойного насельника, людей православних великого цілителя показав тебе Церкві Своїй Христос Бог наш, преподобний отче Амфілохію; Йому ж усердно молися, щоб визволитися нам від ворожих підступів і спастися душам нашим.

### Кондак
гл. 3
Як віри православної ревнитель і благочесного життя вчитель, у немочах і скорботах великий помічник і заступник, перед Господом предстоїш, преподобний Амфілохію, тим-то молимо тебе: збережи обитель, у якій подвизався ти, і спасай нас молитвами твоїми, отче блаженний.

### Молитва
О, всеблаженний отче наш Амфілохіє, земний ангеле і небесний чоловіче! Припадаємо до тебе з вірою і любов'ю і молимо тебе старанно: яви нам смиренним і грішним святе своє заступництво; це бо через гріхи наші не маємо відваги просити про потребах наших Господа і Владику нашого, але тебе, молитовника благоприємного, до Нього пропонуємо і просимо тебе зі старанністю великою: випроси нам від доброти Його благопотрібні дари для душ і тіл наших, віру істинну, любов до всіх нелицемірну, в злі терпіння, тяжкими хворобами одержимим — від недуг зцілення, і тих, хто під тягарем скорбот і напастей упали, і в житті своєму зневірилися, твоїми молитвами хай отримають швидке полегшення і позбавлення.
Не забудь, блаженний отче, і обитель цю святу, в ній же трудився єси, повсякчас тебе почитаючу, але збережи і всіх, хто живе і трудиться в ній і на поклоніння в неї приходящих неушкодженими від спокус диявольських і всякого зла. Коли ж прийде наш від тимчасового цього житія відхід, і до вічності переселення, не позбав нас допомоги твоєї небесної, але молитвами твоїми всіх нас приведи до притулок спасіння і спадкоємцями зроби нас бути всесвітлого Царства Христового, щоб співати і славити нам невимовні щедроти Чоловіколюбця Бога Отця і Сина і Святого Духа і твоє разом з преподобним Іовом батьківське заступництво на віки віків. Амінь.

## Вшанування пам'яті
13 липня 2011 року у с. Мала Іловиця було освячено хрест під будівництво храму та монастиря преподобного Амфілохія Почаївського (у селі провів останні роки свого життя преподобний). 40 років тому отець Амфілохій заповідав, що у його рідному селі постане храм. У співслужінні соборного духовенства єпископ Тернопільський і Бучацький УПЦ КП Нестор освятив, заклав наріжний камінь під будівництво храму Преподобного Амфілохія Почаївського.
В місті Сміла Черкаської області на території психіатричної лікарні ім. Павлова в 2006 році освяченно храм на честь преподобного Амфілохія почаївського. Засновник храму протоієрей Петро Дмитрук який знав преподобного Амфілохія особисто.